# SŽD-Baureihe ДП
Die Dieseltriebwagen der Reihe ДП (DP) gehen auf die bei Ganz & Co. noch vor dem Zweiten Weltkrieg entwickelten Triebwagen der Reihe Hargita zurück. Von dieser Reihe wurden von den SŽD nach dem Zweiten Weltkrieg zehn dreiteilige Einheiten mit dieselmechanischer Kraftübertragung und acht sechsteilige Einheiten mit dieselelektrischer Kraftübertragung beschafft. Die Triebwagen sind in der Literatur auch als Schlafwagenzug bekannt.

## Geschichte

### Geschichte der dreiteiligen Züge

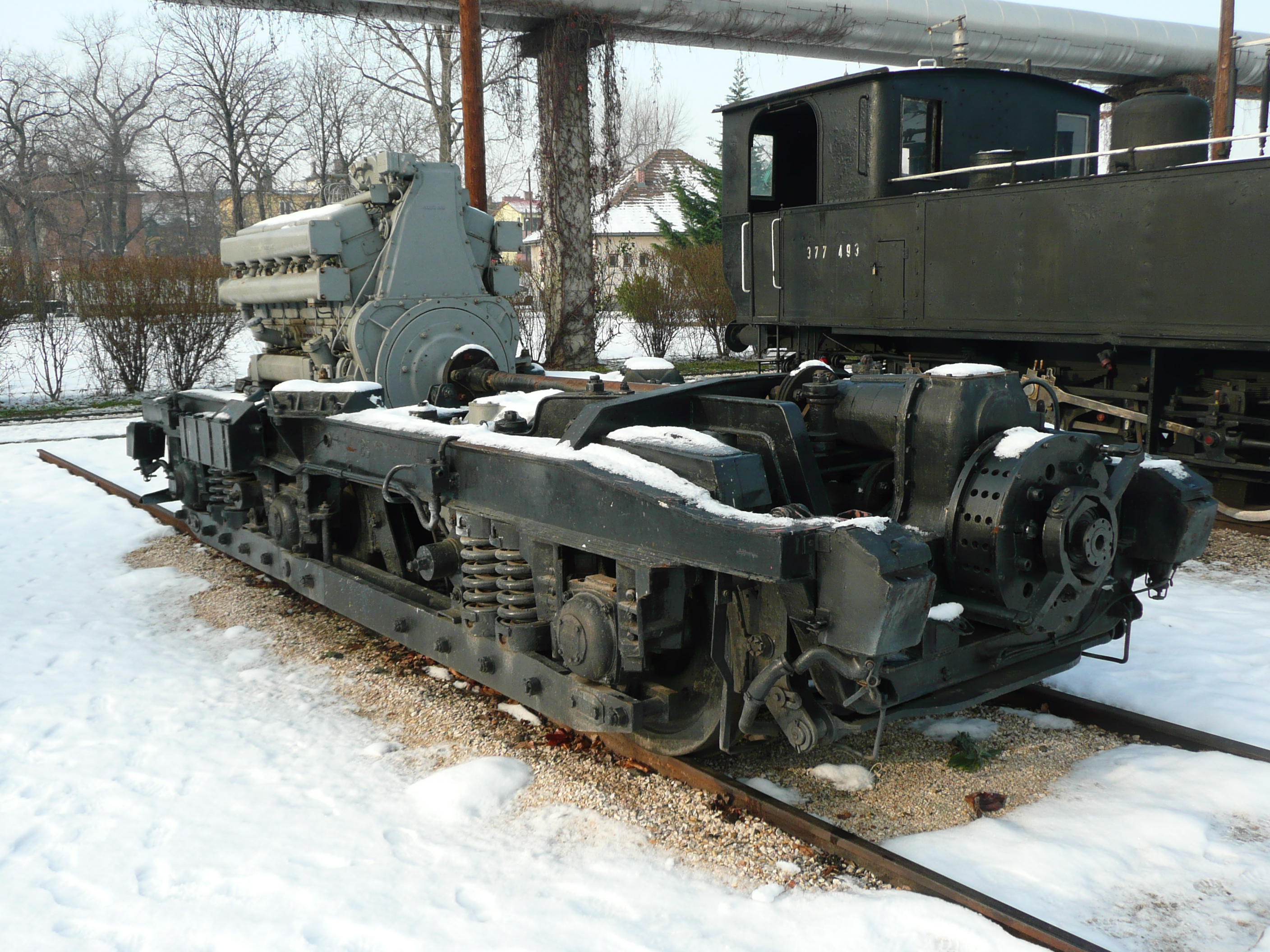
Mechanisches Antriebsdrehgestell der Triebwagen der Bauart Hargita

1946 kam es zur Lieferung von zehn dreiteiligen Triebzügen der Bauart Hargita im Rahmen von Reparationen. Die Technik der Triebwagen entsprach denen der DR-Baureihe VT 12.14 oder der ČSD-Baureihe M 495.0, so dass hier auf eine Beschreibung verzichtet werden kann.
Die Triebwagen waren im Depot Ramenskoje an der Strecke Moskau–Rjasan beheimatet. Eingesetzt waren sie im Schnellzugdienst. Später wurden sie zu anderen Direktionen wie der Transkaukasischen Eisenbahn, der Ordschonikidse-Eisenbahn (Bezeichnung der Nordkaukasischen Eisenbahn von 1937 bis 1959), der Turkestan-Sibirischen Eisenbahn und weiteren Eisenbahnen in Kasachstan weitergegeben. Die Triebwagen waren bis Ende der 1950er Jahre im Einsatz. Kein Exemplar dieses Typs ist erhalten geblieben.

### Geschichte der sechsteiligen Fahrzeuge
1949 wurden vom Ministerium für Verkehr und Nachrichtenwesen der Sowjetunion über die Firma Maschinoimport 20 sechsteilige Triebzüge bestellt; zur Auslieferung kamen dann letztendlich acht Triebzüge. Die drei ersten sechsteiligen Dieseltriebzüge trafen 1950 in der Sowjetunion ein; diese erhielten die Betriebsnummern ДП-01 bis ДП-03 (DP-01 bis DP-03). Obwohl sich die Fahrzeuge deutlich von den dreiteiligen Triebwagen unterschieden, erhielten sie die gleiche Bezeichnung. Der Hauptunterschied war dieselelektrische Antriebsanlage. Zusammen mit den fünf später gelieferten Triebzügen wurden insgesamt 16 Maschinen- und 32 Mittelwagen geliefert. Vorgesehen waren die Triebzüge für Schlafwagenverbindungen zwischen Moskau und den Hauptstädten der Unionsrepubliken der Sowjetunion. Sie konnten sowohl als Schlafwagen- als auch normale Reisezüge verwendet werden.

## Konstruktion der sechsteiligen Fahrzeuge

### Fahrzeugteil
Die Wagenkästen waren eine geschweißte Stahlkonstruktion, sie bestand aus dem Untergestell und dem Kastengerippe mit der Beblechung. An den Einstiegsstufen sind die Hauptträger des Rahmens durch drei geschweißte Tragwerke ersetzt. Zur Verminderung des Luftwiderstandes war das Untergestell mit einer Schürze verkleidet. Auch verhinderten Seitenwandbleche zwischen den Wagen den Luftwiderstand. Charakteristisch für die Fahrzeuge war die Kopfform, wie sie bei allen Fahrzeugen seit der Lieferung 1944 bestand. Der Führerstand war hochgelegt und besaß relativ kleine Fenster, die gegen Zerstörung durch Fremdkörper mit Gittern geschützt waren. In der Schürze befanden sich Lüftungsschlitze für die elektrischen Fahrmotoren des Triebdrehgestelles. Am Untergestell waren Kästen für die Batterie, die Hilfseinrichtungen und das Werkzeug angebracht.
Der Triebzug hatte an den Stirnenden nur Notpuffer und einen Abschlepphaken. Die Wagen des Zuges waren untereinander mit der regulären Zug- und Stoßeinrichtung verbunden. Die mittlere Achse der dreiachsigen Triebdrehgestelle war eine Laufachse. Die Laufdrehgestelle waren zweiachsig, sämtliche Radsätze liefen in Rollenlagern. Alle Drehgestelle waren drehzapfenlos nach der Bauart Ganz-Romain ausgeführt. Zur Abfederung gegenüber den Wagenkasten dienten Schraubenfedern. Die Bremse des Fahrzeuges war als Klotzbremse ausgelegt.

### Fahrgastraum
Der Triebzug enthielt Schlaf- bzw. Sitzplätze in der 2. Klasse.
Im Triebwagen folgten nach dem Führerstand der Maschinenraum, der gegen die angrenzende Abteile mit doppelten Schlagtüren abgegrenzt war. In der Seitenwand befanden sich Jalousien für die Belüftung der Kühlanlage. Nach dem Motorraum schloss sich der Gepäckraum an, dann folgten vier Fahrgastabteile mit Seitengang, das Dienstabteil, die Toilette und der Einstiegsraum.
Drei Mittelwagen dienten ausschließlich der Fahrgastbeförderung mit je zehn Fahrgast- und einem Dienstabteil. Die Abteile waren mit einem Seitengang verbunden. Pro Abteil befanden sich acht Sitzplätze oder vier Schlafplätze. Zum Herrichten der Schlafabteile wurden die Rückenlehnen hochgeklappt, die dann als obere Schlafstätte dienten, die Sitzbänke dienten als untere Schlafstätte.
Ein Mittelwagen war als Speisewagen ausgeführt. Er enthielt nach dem Einstiegsraum und der Toilette sechs Fahrgastabteile in der bekannten Ausführung und ein Dienstabteil. Es folgten die Küche, ein Vorratsraum und ein kleiner Speiseraum, in dem sich drei Tische mit je vier Stühlen befanden, sowie eine Toilette, Nebenräume und der andere Einstiegsraum. Glühlampen beleuchteten die Fahrgastabteile, eine automatisch gesteuerte Klimaanlage, die in jedem Wagen vorhanden war, beheizte diese.

### Maschinenanlage
Die Maschinenanlage war in dem Maschinenraum des Triebwagens untergebracht. Dieser hatte eine Länge von 9000 mm. Im Unterschied zu den dreiteiligen ДП war die Leistungsübertragung dieselelektrisch.
Im Unterschied zu den dreiteiligen Triebzügen besaß der Triebzug Dieselmotoren mit einer Leistung von 444 kW (600 PS). Für die notwendige Mehrleistung wurden statt der Zwölfzylinder- Sechzehnzylindermotoren in V-Anordnung eingesetzt. Außer diesem Hauptdieselmotor besaß jeder Triebwagen noch eine 162 kW leistende Hilfsdieseleinheit zur Versorgung der elektrischen und pneumatischen Verbraucher. Mittig über beiden Anlagen lag die Kühleinrichtung, die eine große kreisrunde Kühlöffnung im Dach besaß. An den Hauptdieselmotor war ein Hauptgenerator als Gleichstrommaschine angeschlossen. Er hatte eine Leistung von 400 kW bei einem Nennstrom von 870 A und einer Spannung von 460 V. Der an den Hilfsdieselmotor angeschlossene Hilfsgenerator, der als Drehstrommaschine arbeitete, leistete 155 kW bei 223 A, 380 V und 1000 min−1.
Die Gleichstromfahrmotoren trieben die äußeren Radsätze der dreiachsigen Triebdrehgestelle an und waren in Tatzlager-Bauweise ausgeführt. Die Fahrmotoren hatten eine Leistungsfähigkeit von 180 kW bei 435 A und 460 V bei einer maximalen Drehzahl von 1820 min−1. Die Steuerung war als Vielfachsteuerung innerhalb des Triebzuges ausgeführt. Weitere Einheiten konnten nicht gesteuert werden. Die für die Druckluftbremse Bauart Knorr benötigte Druckluft erzeugte ein zweizylindrischer Kompressor, der eine Leistungsfähigkeit von 1500 l/Minute hatte.

## Betrieb der sechsteiligen Fahrzeuge
Vom 12. April 1951 an wurde der erste Dieseltriebzug im öffentlichen Betrieb auf der Strecke Leningrad–Moskau eingesetzt. Obwohl der Triebzug die nicht hohe Geschwindigkeit von 105 km/h hatte, war doch die Gesamtgeschwindigkeit auf vielen Abschnitten schneller als bei den Zeiten des Krasnaja Strela zu der damaligen Zeit, die Halte für das Wassernehmen der Dampflokomotiven konnten entfallen. Auch war der Komfort des Triebwagens bei den Reisenden angesehen. Auch wirkten die Fahrzeuge durch eine weiße Lackierung sehr elegant. Erst 1956 wurden sie in grün umlackiert.
1958 wurden die Triebwagen zu dem Lokomotivdepot Leningrad Warschauer Bahnhof umstationiert, sie bedienten dort die Linie Leningrad – Narva – Tallinn. Nach einer Generalreparatur in den Ausbesserungswerken Unetscha oder Vilnius wurden die sechsteiligen Fahrzeuge an das Depot Vilnius zur Bedienung der Eisenbahnen in Litauen gegeben.
Die Mehrheit der Triebzüge wurden 1961 von neuen Fahrzeugen, wie der SŽD-Baureihe Д ersetzt und abgestellt. Viele Fahrzeuge wurden danach zur Beförderung von Berufszügen in Kombinaten verwendet. Vier Wagen des ДП-06 wurden 1969 für einen Behördentransport im städtischen Verkehr verwendet. Diesen Dienst führten sie aus bis zum Anfang der 1980er Jahre. Danach wurden sie von den Drehgestellen abgehoben und als Wirtschaftsgebäude bei der Station Schtschokino verwendet. 2007 war ein Maschinenwagen des ДП-06 noch vorhanden.